# لوتا هيتشمانوفا
لوتا هيتشمانوفا (بالإنجليزية: Lotta Hitschmanova)‏‏ (28 نوفمبر 1909 في براغ - 1 أغسطس 1990 في أوتا) صحفية، وكاتبة سير ذاتية من كندا.

## التعليم
تعلمت لوتا هيتشمانوفا في:
- جامعة باريس

## الجوائز
حصلت لوتا هيتشمانوفا على الجوائز الآتية:
- شريك وسام كندا